# العميل 47 (فلم)
العميل 47 (بالإنجليزية: Agent 47) هو فيلم أكشن أُنتج في الولايات المتحدة وصدر يوم 27 فبراير 2015 في الولايات المتحدة. الفيلم من إخراج الكسيندر باش وكتابة ميخائيل فاينش وكايل وارد وسكيب وودس.

## بطولة
- ريوبيرت فرايند
- زاكري كوينتو
- هاناه واير
- توماس كريتشمان

## القصة
تتمحور القصة حول العميل السويدي فوكس ارين الذي يعمل في FBI ويحاول جاهداً أن تكون البلاد بأمن من خلال ذكائه ضد الاشرار

## وصلات خارجية
- العميل 47 على موقع IMDb (الإنجليزية)
- العميل 47 على موقع ميتاكريتيك (الإنجليزية)
- العميل 47 على موقع روتن توميتوز (الإنجليزية)
- العميل 47 على موقع نتفليكس (الإنجليزية)
- العميل 47 على موقع قاعدة بيانات الأفلام العربية
- العميل 47 على موقع ألو سيني (الفرنسية)
- العميل 47 على موقع Turner Classic Movies (الإنجليزية)
- العميل 47 على موقع أول موفي (الإنجليزية)
- العميل 47 على موقع بوكس أوفيس موجو (الإنجليزية)
- العميل 47 على موقع فيلمافينيتي (الإسبانية)

1. ↑  "معلومات عن العميل 47 (فيلم) على موقع cine.gr". cine.gr. مؤرشف من الأصل في 2015-08-13.
2. ↑  "معلومات عن العميل 47 (فيلم) على موقع allcinema.net". allcinema.net. مؤرشف من الأصل في 2020-10-23.
3. ↑  "معلومات عن العميل 47 (فيلم) على موقع netflix.com". netflix.com. مؤرشف من الأصل في 2020-02-16.